# Nanolithografie
Als Nanolithografie oder Nanolithographie bezeichnet man Verfahren, die sich prinzipiell zur Erzeugung von Strukturen in der Größenordnung weniger Nanometer eignen. Dazu gehören beispielsweise die EUV-, Elektronenstrahl- und Nanoprägelithografie. Sie werden dort eingesetzt, wo eine Strukturierung mit Hilfe konventioneller Fotolithografie nicht mehr möglich ist und sollen diese daher künftig bei der Herstellung von integrierten Schaltkreisen ablösen.
Weitere Anwendungsbereiche liegen im Bereich der Nanotechnologie, beispielsweise bei der Herstellung von Mikrosystemen, wie Mikroreaktoren.